# Callionima neivai
Callionima neivai är en fjärilsart som beskrevs av José Oiticica 1940. Callionima neivai ingår i släktet Callionima och familjen svärmare. Inga underarter finns listade i Catalogue of Life.